# Space Team Aachen
Das Space Team Aachen e. V. ist eine studentische Initiative an der RWTH Aachen und FH Aachen, die sich mit der Entwicklung und dem Bau von Raketen, Satelliten und Rovern beschäftigt. Zusätzlich beteiligt sich das Space Team Aachen regelmäßig an nationalen und internationalen Wettbewerben und Veranstaltungen. Mit ungefähr 150 Mitgliedern ist es die größte Studenteninitiative in Aachen.
Seit der Gründung arbeitet das Space Team Aachen mit verschiedenen Unternehmen aus der freien Wirtschaft und Instituten der RWTH Aachen zusammen, unter anderem dem DLR, ILT, IKV, HGD, WZL, ISF und dem ITA.
Mit der ersten Wettbewerbsrakete CARL nahm das Space Team Aachen 2020 am ersten EuRoC teil.
Seit 2023 ist das Space Team Aachen Mitglied im "Bundesverband studentischer Raumfahrt".

## Projekte
Aquila und die Weiterentwicklung Aquila Maris sind die ersten Überschallraketen des Space Team Aachen. Aquila sollte ursprünglich im Oktober 2022 beim EuRoC starten. Der Raketenstart wurde auf dem Spaceport America Cup im Juni 2023 nachgeholt. Der Start von Aquila Maris sollte eigentlich im Juni 2024 zusammen mit der German Offshore Spaceport Alliance (GOSA) in der Nordsee erfolgen, musste aber wegen fehlenden Formalitäten auf voraussichtlich Sommer 2025 verlegt und die Rakete in einer alten Industriehalle in Aachen eingelagert werden.
STAHR (Space Team Aachen Hybrid Rocket) ist die erste Hybridrakete des Space Team Aachen. Sie wurde im Rahmen des STERN-Programms des DLR entwickelt. STAHR startete Ende 2024 in Esrange mit einem selbst entwickelten Hybridantrieb und erreichte dabei eine Höhe von mehr als 21 km mit einem Schub von über 3 kN.
Das Triebwerk wird in Kooperation mit dem Institut für Raumfahrtantriebe in Lampoldshausen entwickelt. Dafür wurden vom STAHR-Antriebsteam schon mehrere erfolgreiche Testkampagnen durchgeführt. Neben dem Triebwerk wird vom STAHR-Team auch das Bergungssystem, die Struktur, die Elektronik und das Ground Support Equipment (GSE) selbst entwickelt.

## Teilnahme an Wettbewerben
- EuRoC 2020[10]
- EuRoC 2021[11]
- Spaceport America Cup 2023[7]
- REXUS/BEXUS[12]
- DLR STERN